# Al norte del corazón
Al norte del corazón es una telenovela mexicana producida por Rubén Galindo y Santiago Galindo para TV Azteca, en 1997. Se estrenó por TV 13 el 17 de febrero de 1997 en sustitución de Nada personal, y finalizó el 1 de agosto de 1997 siendo reemplazado en su espacio original por Mirada de mujer.
Protagonizada por Anette Michel y Jorge Luis Pila, con las participaciones antagónicas de Danna García, Fernando Ciangherotti y Aline Hernández.

## Sinopsis
El amor de Ángela Medina y José Francisco Reyes inicia durante su adolescencia, es un amor puro y limpio que crece junto con ellos al paso del tiempo. Sin embargo, este idilio se ve ensombrecido por Rafael Treviño, quien en su afán de poseer a Ángela, asesina fríamente a sus padres: Sebastián y Marina. 
Matías, padrino de Ángela conoce las intenciones de Rafael, por lo cual se lleva a Ángela del pueblo para dejarla en un orfanato. Nadie, con excepción de Jovita y Matías sabe que Ángela sobrevivió al fatídico atentado. Pasan diez años antes de que Ángela regrese al pueblo para reencontrarse con un pasado sumamente doloroso. Llena de preguntas y dudas sin resolver, se instala en lo que ahora se conoce como “Tres Cruces”, nombre que se le otorga al pueblo por las tres cruces ubicadas en la sepultura de la familia Medina. Tanto Jovita como Matías insisten en que oculte su identidad, porque saben que al descubrirla Rafael, hará todo lo posible por conquistarla. 
Ángela y José Francisco no pueden ocultar la atracción que sienten. Sin saber que ella es la mujer por la que ha llorado durante diez años, José Francisco la enamora
nuevamente, formalizando un noviazgo que jamás ha querido aceptar con Eloísa, la hija de Rafael. En un ambiente de pasiones, intrigas, luchas raciales e injusticias hacia los indocumentados, se desarrolla el resto de la historia, sin que Ángela y José Francisco logren estar juntos, siempre perseguidos por el siniestro Rafael Treviño…

## Elenco
- Anette Michel - Ángela Medina / Adriana Domínguez
- Jorge Luis Pila - José Francisco Reyes
- Danna García - Eloísa Treviño Sánchez Serrano
- Ericka Lavin - Eloísa, niña
- Fernando Ciangherotti - Rafael Treviño Montenegro
- Guillermo Quintanilla - Aquiles
- Carlos Cardán - Marcos
- Rodolfo Arias - Fernando
- Fabiana Perzabal - Valeria
- Joanydka Mariel - Martha
- Roberto Montiel - Sebastián Medina
- América Gabriel - Marina Medina
- Miguel Couturier - Irving
- Roberto Mateos - Joel
- Ana Silvia Garza - Trinidad
- Marco Muñoz - León
- Graciela Orozco - Jovita
- Enrique Muñoz - Matías
- Lupita Sandoval - Carla
- Surya MacGregor - María
- July Furlong - Marcela
- Marta Resnikoff - Virginia
- María Rebeca - Maribel
- María Fernanda García - Beatriz
- Diana Ferreti - Amara
- Alexandra Loreto - Pilar
- Angelina Cruz - Dolores
- Eugenio Montessoro - Richard
- Anna Fiori - Marina/ Daniela (hija de Angela y José Francisco)
- Fernando Sarfatti - Andrés
- Rolando de Castro Jr - Jimmy
- Ross Ramírez (Harry Shaplawsky)
- Pedro Vega - David
- Karla Llanos - Miriam
- Aline Hernández - Delia
- Vanessa Acosta
- Ricardo Aldape Guerra - Ricardo
- Marco Bacuzzi
- Eduardo Cassab
- Ana Claudia Talancón - Ángela (adolescente)
- César Díaz - José Francisco (adolescente)
- Mónica Franco
- Juan Gallardo
- Grecia
- Roberto Medina
- María Elena Olivares
- Jaime Padilla
- Nora Parra
- Raquel
- César Riveros
- Arturo Ríos
- Julio Sandoval